# Německý obrovitý strakáč
Německý obrovitý strakáč je plemeno králíka původem z Německa. Byl vyšlechtěn koncem 19. století křížením belgického obra, francouzského berana a strakatých jatečních králíku v oblasti Lotrinska, ve Francii. Cílem bylo získat jateční plemeno kombinující vlastnosti uvedených.
Toto plemeno, nazývané lotrinský obrovský králík, se dostalo do Německa, kde dalším vývojem získalo typický barevný ráz a z plemena jatečního se stalo plemeno výstavní.
Německý obrovitý strakáč je druhým největším plemenem králíka po belgickém obrovi, pro výstavy je předepsaná minimální hmotnost 5 kg. Minimální délka uší je předepsána na 16 cm, navíc musí být uši vzpřímené. Stejně důležitá je při posuzování charakteristická kresba. Podobnou kresbou se vyznačuje také český strakáč.